# Rudolf Hänsel
Rudolf Hänsel (* 5. Januar 1920 in Böhmisch-Zinnwald; † 14. Juni 2018) war ein deutscher Pharmazeut.
Hänsel begann 1947 sein Studium der Pharmazie an der Universität München. Nach der Promotion (1950) und Habilitation (1955) an gleicher Universität erfolgte ein Jahr später die Berufung zum Professor an die Freie Universität Berlin als Direktor des Instituts für Pharmakognosie. 1987 wurde er emeritiert und zog nach München.
Hänsel war als Nachfolger von Hermann Hager Mitherausgeber von Hagers Handbuch der pharmazeutischen Praxis. Mit Ernst Steinegger schuf er ein Lehrbuch der Pharmakognosie und Phytopharmazie, das 1988 in vierter Auflage erschien.

## Veröffentlichungen
- Phytopharmaka: Grundlagen und Praxis, unter Mitarbeit von Wiltrud Juretzek, 2., völlig überarbeitete Auflage, Berlin-Heidelberg-New York-London-Paris-Tokyo-Hong Kong-Barcelona. Budapest: Springer 1991, ISBN 978-3-540-50953-0.
- Rudolf Hänsel, Otto Sticher (Hrsg.): Pharmakognosie – Phytopharmazie. 9. Auflage. Springer Medizin Verlag, Heidelberg 2010, ISBN 978-3-642-00962-4 (eingeschränkte Vorschau in der Google-Buchsuche).